# Витолд Фокин
Витолд Павлович Фокин (на украински: Вітольд Павлович Фокін) е съветски и украински държавен и обществен деец, първи министър-председател на Украйна от 1990 до 1992 г. Член на Комунистическата партия на Украйна (КПУ) от 1976 до 1981-1991 г., член на Централния комитет на КПУ от 1988 до 1989 г., депутат на Върховния съвет на СССР от 11-и състав. Доктор по инженерни науки, професор.

## Биография
Витолд Фокин е роден на 25 октомври 1932 г. в село Новомиколайовка, Новомиколайовски район, Запорожка област, в семейство на учители.

### Образование
През 1954 г. Витолд завършва минния факултет на минния институт „Артем” в Днепропетровск със специалност „Минно дело”.

### Работни дейности
Кариерата на Витолд Фокин започва през август 1954 г., когато след завършване на университета е изпратен в мина „Централна Боковска” в Луганска област, където работи до август 1963 г. като помощник-началник и началник на участък в мината, заместник главен инженер и главен инженер на мината и началник на минното управление в град Боковеантрацит.
От август 1963 г. до септември 1971 г. е заместник-директор на консорциума „Донбасантрацит” в град Хрусталны, управител на тръста „Первомайскугол” в град Первомайск, главен инженер на консорциума „Ворошиловградугол” в град Кадиевка и управител на комбината „Свердловантрацит” в град Довжанск, Луганска област.

### Общностни дейности
От 1957 до 1991 г. е член на Комунистическата партия на Съветския съюз. От юли 1990 г. до август 1991 г. е член на Централния комитет на КПСС.
Участва активно и в ликвидирането на последствията от аварията в Чернобил.
На 17 февруари 1999 г. на учредителното събрание на Луганската общност в Киев е избран за неин председател.
Има докторска степен по технически науки и е професор.

### Политическа дейност
През 1971 г. Фокин е назначен в Госплана на УССР, където работи като началник на отдел в Госплана на УССР (1971-1972 г.), заместник-началник на Госплана (1972-1979 г.), първи заместник-началник на Госплана (1979-1987 г.), заместник-председател на Съвета на министрите на УССР - председател на Държавния комитет по планиране на УССР (1987-1990 г.), заместник-председател на Съвета на министрите - председател на Държавния комитет по икономика на УССР (18 юли - 14 ноември 1990 г.).
През октомври 1990 г. Витолд Фокин е назначен за председател на Министерския съвет на Украйна. През ноември същата година той е утвърден на този пост.
От 1991 г. Фокин заема обществени длъжности като депутат на Върховната рада от Лисичанския район на Луганска област, а по-късно е народен представител на Върховната рада на Украйна от 12-и (1-ви) избирателен район на Дарницки избирателен район № 6 на град Киев (1991-1994 г.). Той не е член на нито една група или фракция.
На 8 декември 1991 г., заедно с Леонид Кравчук, подписва Беловежкото споразумение за разпадането на Съветския съюз от името на Украйна.
От март 1991 г. е министър-председател на Украйна. Той не е свързан с никоя партия. Той подава оставка на 30 септември 1992 г. Негов наследник е Леонид Кучма.
От 1993 г. е научен сътрудник на Института за световна икономика и международни отношения, председател на Международната фондация за хуманитарни и икономически отношения между Украйна и Руската федерация и член на Висшия икономически съвет при президента на Украйна (1997-2001 г.). От 1999 г. е председател на Луганската общност в Киев (понастоящем - почетен председател).
На 18 август 2020 г. украинският президент Володимир Зеленски назначи Витолд Фокин за член на украинската делегация в Тристранната контактна група за мирно уреждане на ситуацията в Донбас. На 30 септември същата година Витолд Фокин е уволнен от поста си заради множество проруски обвинения.

## Семейство
- Съпруга - Тамила Григориевна Фокина.[4]
- Син - Игор Витолдович Фокин.[4]
- Дъщеря - Наталия Витолдовна Замалдинова.